# Mwabaluhi
Mwabaluhi è una circoscrizione urbana (urban ward) della Tanzania situata nel distretto di Sengerema, regione di Mwanza. Conta una popolazione di 10 844 abitanti (censimento 2012).